# O Filho Eterno
O Filho Eterno é um livro de Cristóvão Tezza publicado originalmente em 2007.
Conta a história de um pai e seu filho com síndrome de Down, seus aprendizados e dificuldades.

## Prêmios
- Prêmio da APCA (Associação Paulista dos Críticos de Arte) 2007 (melhor obra de ficção do ano).[1]
- Prêmio Jabuti 2008
- Prêmio Portugal Telecom 2008
- Prêmio São Paulo de Literatura 2008[2]
- 2009 Prix littéraire Charles-Brisset (Tradução francesa)
- 2012 International IMPAC Dublin Literary Award - Finalista (Tradução inglesa)

## Edições
Edição brasileira
- O Filho Eterno, Rio de Janeiro, RJ: Editora Record, 2007.

Edição portuguesa
- O Filho Eterno, Lisboa: Gradiva Publicações, 2008.

Traduções
- Tradução italiana por Maria Baiocchi, Bambino Per Sempre, Milano: Sperling & Kupfer, 2008.
- Tradução catalã por Josep Domènech Ponsatí, El Fill Etern, Barcelona: Club Editor, 2009.
- Tradução francesa por Sébastien Roy, Le Fils Du Printemps, Paris: Editeur Métailié, 2009.
- Tradução neerlandesa por Arie Pos, Eeuwig Kind, Amsterdam: Contact, 2009.
- Tradução inglesa por Alison Entrekin, The Eternal Son, Carlton North, VIC: Scribe Publications, 2010.
- Tradução espanhola por María Teresa Atrián Pineda, El Hijo Eterno, Ciudad de México: Editorial Elephas, 2012.
- Tradução macedónia, Vecniot sin
- Tradução norueguesa: Den evige sønn. Tradução de Grete Skevik. Editora Solum, Oslo, Noruega;
- Tradução croata: Vjecni Sin. Tradução de Tanja Tarbuk. Editora Knjizara Ljevak, Zagreg, Croácia;
- Tradução dinamarquesa: Den evige søn. Tradução de Tine Lykke Prado. Editora Forlaget Vandkunsten, Copenhague, Dinamarca;
- Tradução chinesa: Eterno Felipe, People's Literature Publishing House, Pequim, China;
- Tradução eslovena: Vecni sin. Tradução e Posfácio de Katja Zakrajše. Editora Založba Modrijan, Liubliana, Eslovênia;
- Tradução mexicana: El hijo eterno. Tradução de María Teresa Atrián Pineda. Editorial Elephas, Cidade do México, México.

## Adaptações
Foi adaptado como peça teatral por Bruno Lara Resende. A apresentação por Cia Atores de Laura, com direção de Daniel Herz, e com o ator Charles Fricks foi eleito por O Globo como uma das melhores peças de 2011. Também foi adaptação para um filme, com o mesmo nome, lançamento 2016.